# Helen Reino
Helen Reino (* 25. Januar 1983, verheiratete Helen Klaos) ist eine estnische Badmintonspielerin und -trainerin.

## Karriere
Helen Reino gewann in der Saison 2005/2006 die Estonian International im Damendoppel mit Piret Hamer. Bis 2009 konnte sie des Weiteren acht nationale Titel in ihrer Heimat Estland erkämpfen. Sechsmal davon siegte sie im Doppel und jeweils einmal im Mixed und Einzel.

## Sportliche Erfolge
| Saison    | Veranstaltung                               | Disziplin   | Platz | Name                           |
| --------- | ------------------------------------------- | ----------- | ----- | ------------------------------ |
| 2001      | Estland: Einzelmeisterschaften              | Damendoppel | 1     | Piret Hamer / Helen Reino      |
| 2002      | Estland: Einzelmeisterschaften der Junioren | Damendoppel | 1     | Johanna Irve / Helen Reino     |
| 2002      | Estland: Einzelmeisterschaften              | Damendoppel | 1     | Piret Hamer / Helen Reino      |
| 2003      | Estland: Einzelmeisterschaften              | Dameneinzel | 1     | Helen Reino                    |
| 2004      | Estland: Einzelmeisterschaften              | Damendoppel | 1     | Piret Hamer / Helen Reino      |
| 2005      | Estland: Einzelmeisterschaften              | Damendoppel | 1     | Piret Hamer / Helen Reino      |
| 2005/2006 | Estonian International                      | Damendoppel | 1     | Piret Hamer / Helen Reino      |
| 2007      | Estland: Einzelmeisterschaften              | Damendoppel | 1     | Helen Reino / Kai-Riin Saluste |
| 2008      | Estland: Einzelmeisterschaften              | Mixed       | 1     | Heiki Sorge / Helen Reino      |
| 2009      | Estland: Einzelmeisterschaften              | Damendoppel | 1     | Kati Tolmoff / Helen Reino     |